# Ždral
 Ovo je glavno značenje pojma Ždral. Za druga značenja pogledajte Ždral (razdvojba).
Ždral je vrsta ptice selice. Pripada porodici ždralova.

## Opis
Sivi ždral (Grus grus)  je velika ptica selica. Duljina njegova tijela iznosi 1,3 m, dok su njegova krila raspona preko 2 m. Težak je do 14 kg, što ga čini dosta laganim. Pokriven je sivim perjem, samo su mu glava i vrat tamnosive boje. Ima dugi kljun, ali je nekoliko cm kraći od rodinog.Kljun mu je svijetložute boje. Na vrhu male glave ima veliku crvenu mrlju. Na grlu i između očiju ima crnu prugu. Krila mu nalikuju rodinim, ali su mu krila tamnija. Ima duge sive noge na kojima se nalaze pandže. Rep mu je crn i kratak. Leti vrlo vješto. Rijedak je.

## Prehrambene navike
Sivi ždral jede razne kukce, žabe, bilje, ribe itd. Hvata ih svojim dugim kljunom koji nije tako jako oštar kao onaj u čaplje.

## Stanište
Sivi ždral je vrsta močvarne ptice koja živi uz vode i u močvarama.

## Razmnožavanje
Gradi plitko gnijezdo u koje odlaže najčešće dva jaja, a na gnijezdu sjede oba roditelja.

## Vanjske poveznice
|  | Zajednički poslužitelj ima stranicu o temi Grus grus    |
|  | Zajednički poslužitelj ima još gradiva o temi Grus grus |
|  | Wikivrste imaju podatke o taksonu Grus grus             |